# Totenkopf (Symbol)

Der Schädel mit gekreuzten Knochen ist das traditionelle Piktogramm für Gift.

Der Totenkopf (☠), auch Totenschädel, ist ein in der abendländischen Kultur übliches figürliches, grafisches bzw. skulpturelles Symbol, das aus der Darstellung eines menschlichen Kopfskeletts (Schädel) meist frontal, seltener im Profil mit oder ohne Unterkiefer besteht. Zum Teil können der Darstellung des Kopfskeletts noch weitere menschliche Skelettteile hinzugefügt werden; besonders häufig sind zwei gekreuzte Oberschenkelknochen, die unter oder hinter dem Schädel dargestellt werden.
Der Totenkopf dient im Allgemeinen der Symbolisierung oder gar Androhung von physischer Lebensgefahr und Tod, der Vergänglichkeit menschlichen Lebens im Vergleich zur unsterblichen Seele sowie der gesamten physikalischen Welt im Vergleich zu geistlichen Werten, die durch die Religion verkörpert werden.

## Christentum
Darstellungen menschlicher Skelettteile wurden bei christlichen Grabskulpturen zur Symbolisierung der Vergänglichkeit menschlichen Lebens sowie der irdischen Werke und Güter eingesetzt (siehe auch Vanitas-Symbole). Oftmals wurden dabei weitere Symbole von Verwesung und Untergang hinzugefügt, wie die Darstellung von Schlangen oder Insekten (siehe auch: Todessymbolik, Memento mori).

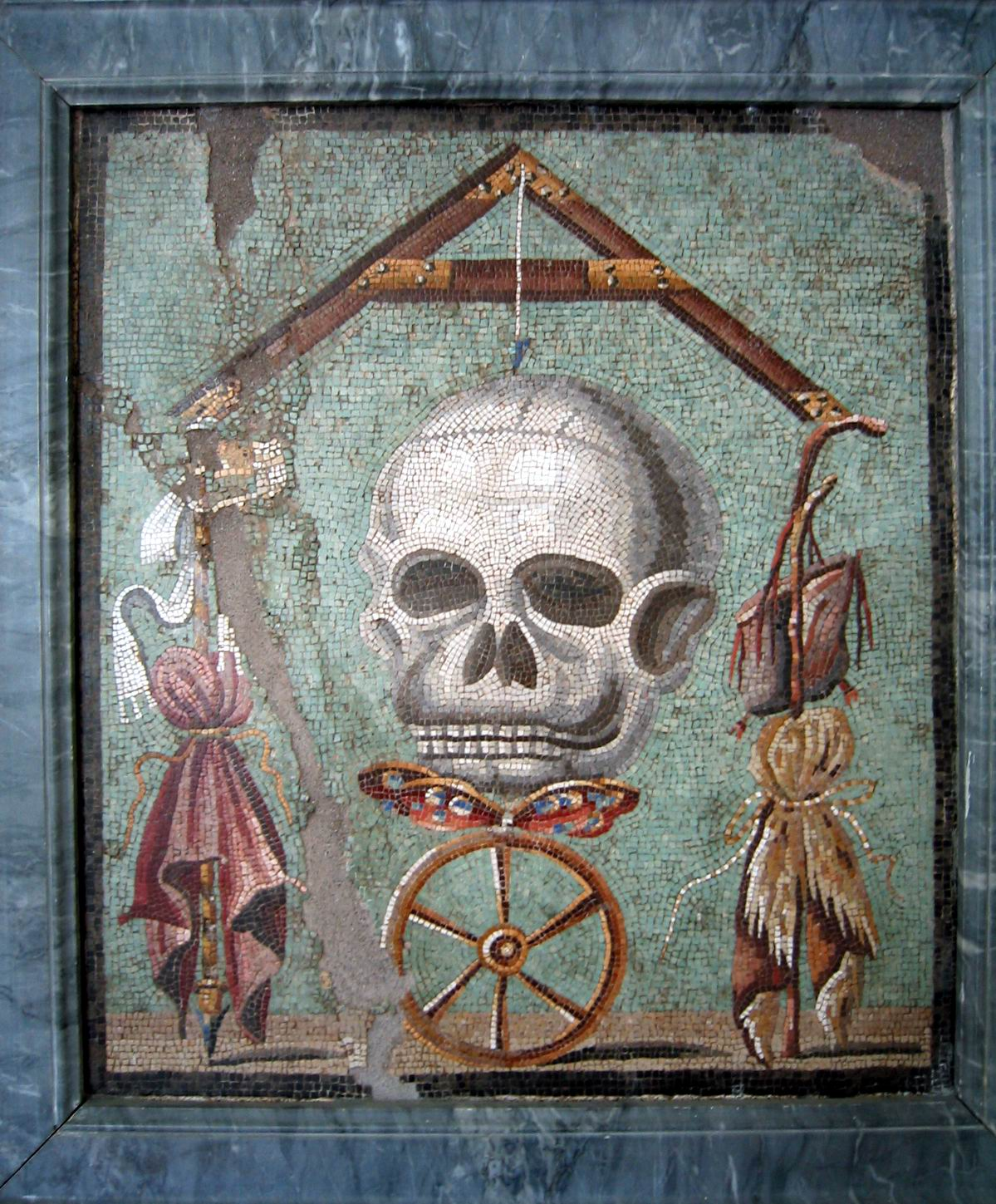
Totenkopf-Mosaik aus Pompeji
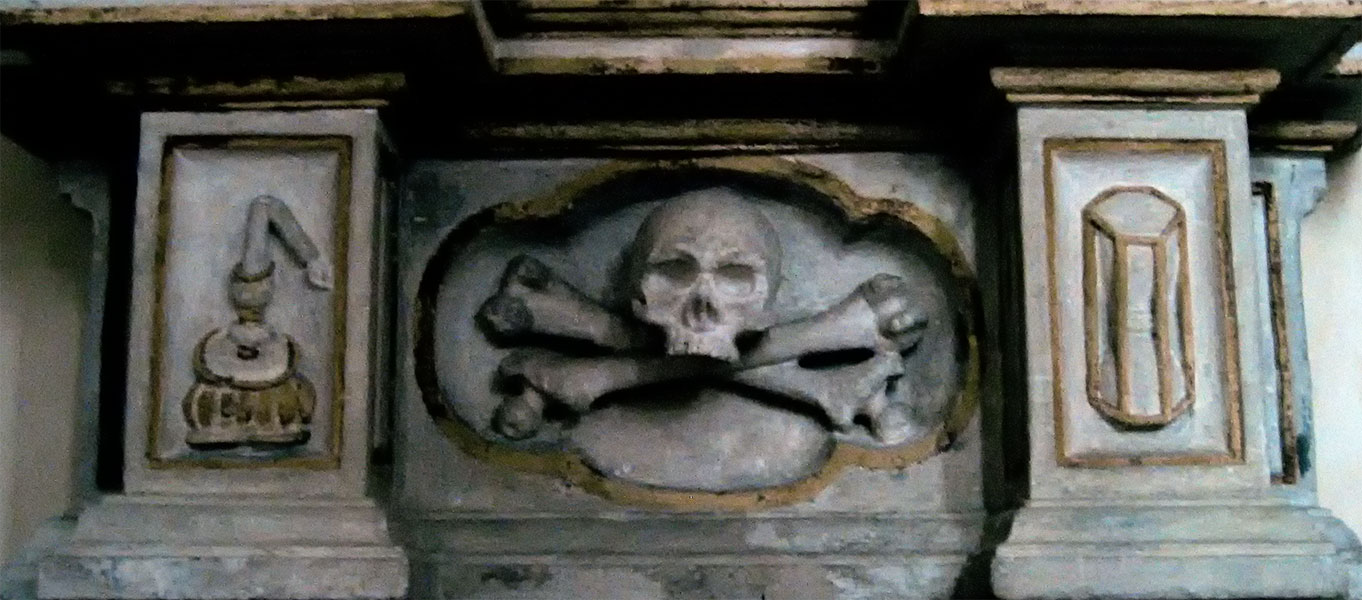
Vanitas-Motive: erlöschende Kerze, Totenschädel und Sanduhr
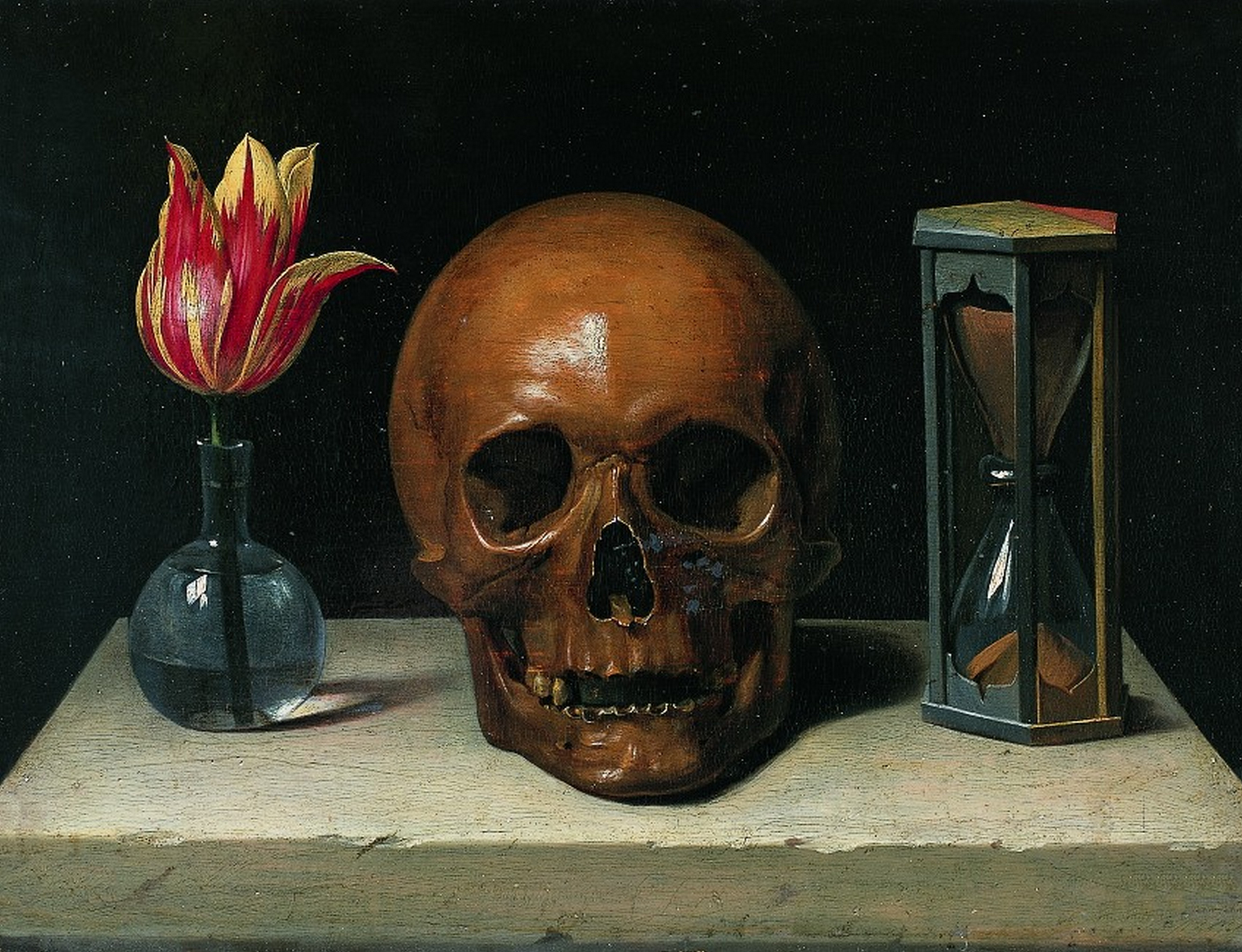
Memento-mori-Motiv
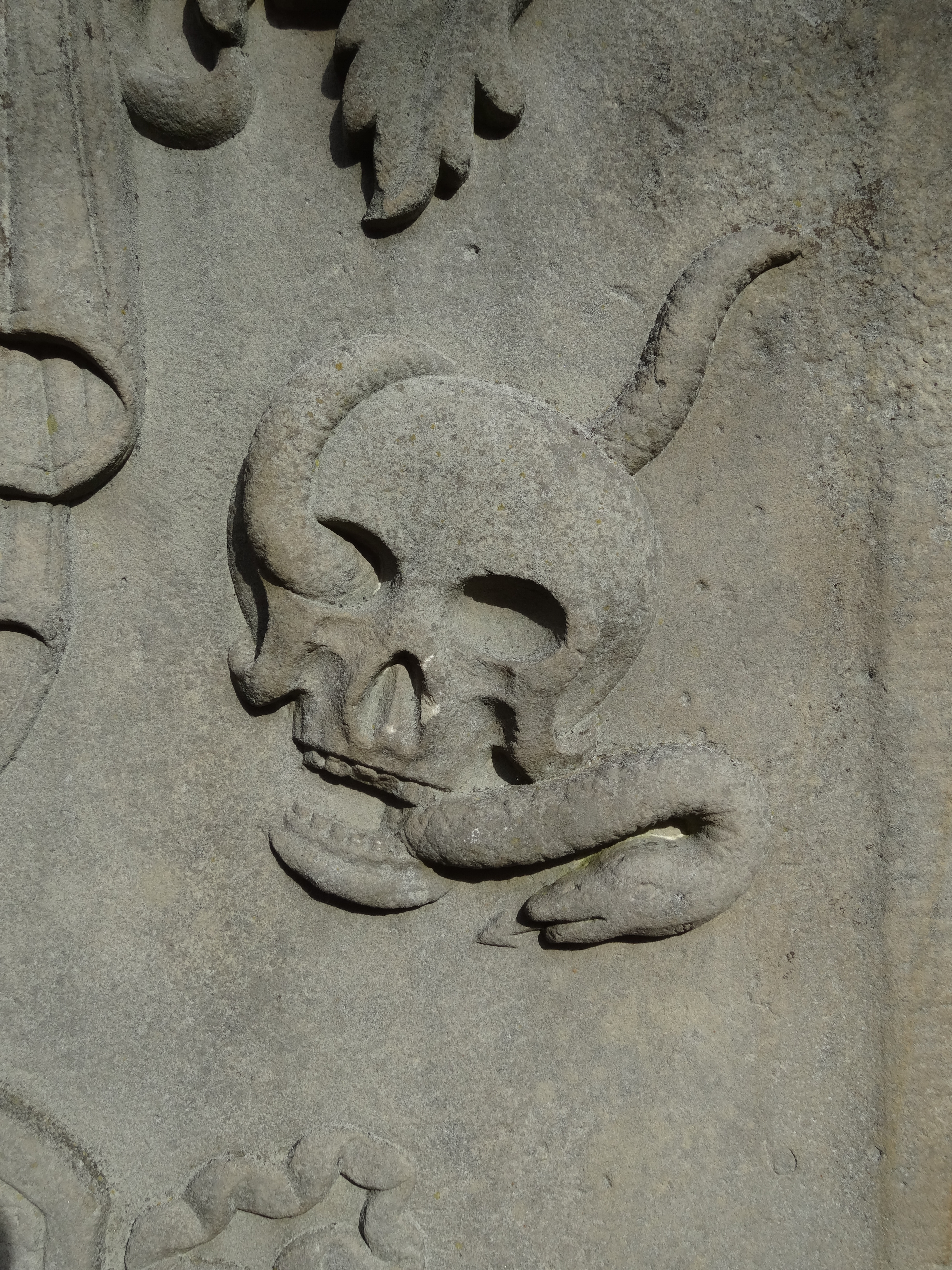
Totenkopf mit Schlange

## Heraldik

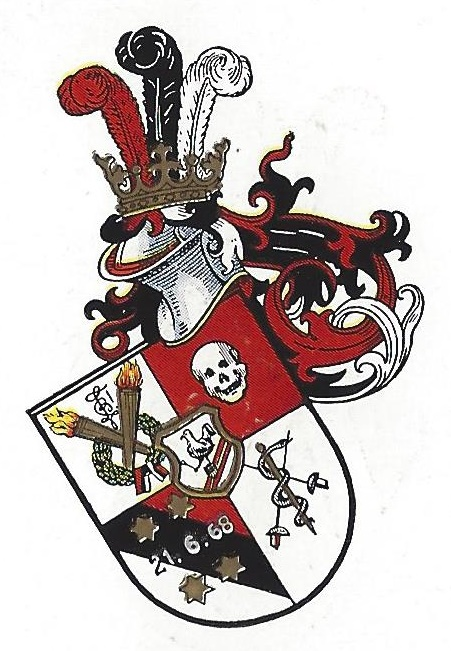
Wappen des Corps Suevo-Borussia, gegründet an der Berliner militärärztlichen Hochschule

Totenköpfe finden sich als sog. Gemeine Figuren in diversen Wappenschilden wieder. Zur Zeit des Humanismus und des Pietismus traten Totenschädel mitunter an die Stelle des Wappenhelmes. Meist beinhaltete ein Wappen dann auch weitere Vergänglichkeitssymbole. Einige Studentenverbindungen, die an medizinischen Hochschulen gegründet wurden, tragen auch heute noch einen Totenkopf in ihrem Studentenwappen.

## Medizin und Naturwissenschaften
Der Totenkopf galt in der Frühen Neuzeit oftmals als Zeichen der medizinischen Fakultät einer Universität. Auch symbolisierte ein Totenkopf auf dem Schreibtisch oder einem anderen Ort im Arbeitszimmer den Mediziner, aber auch den Magier oder Okkultisten. In der modernen Chemie und Pharmazie wird eine Totenkopfdarstellung als genau definiertes Gefahrenpiktogramm für giftige Stoffe eingesetzt.

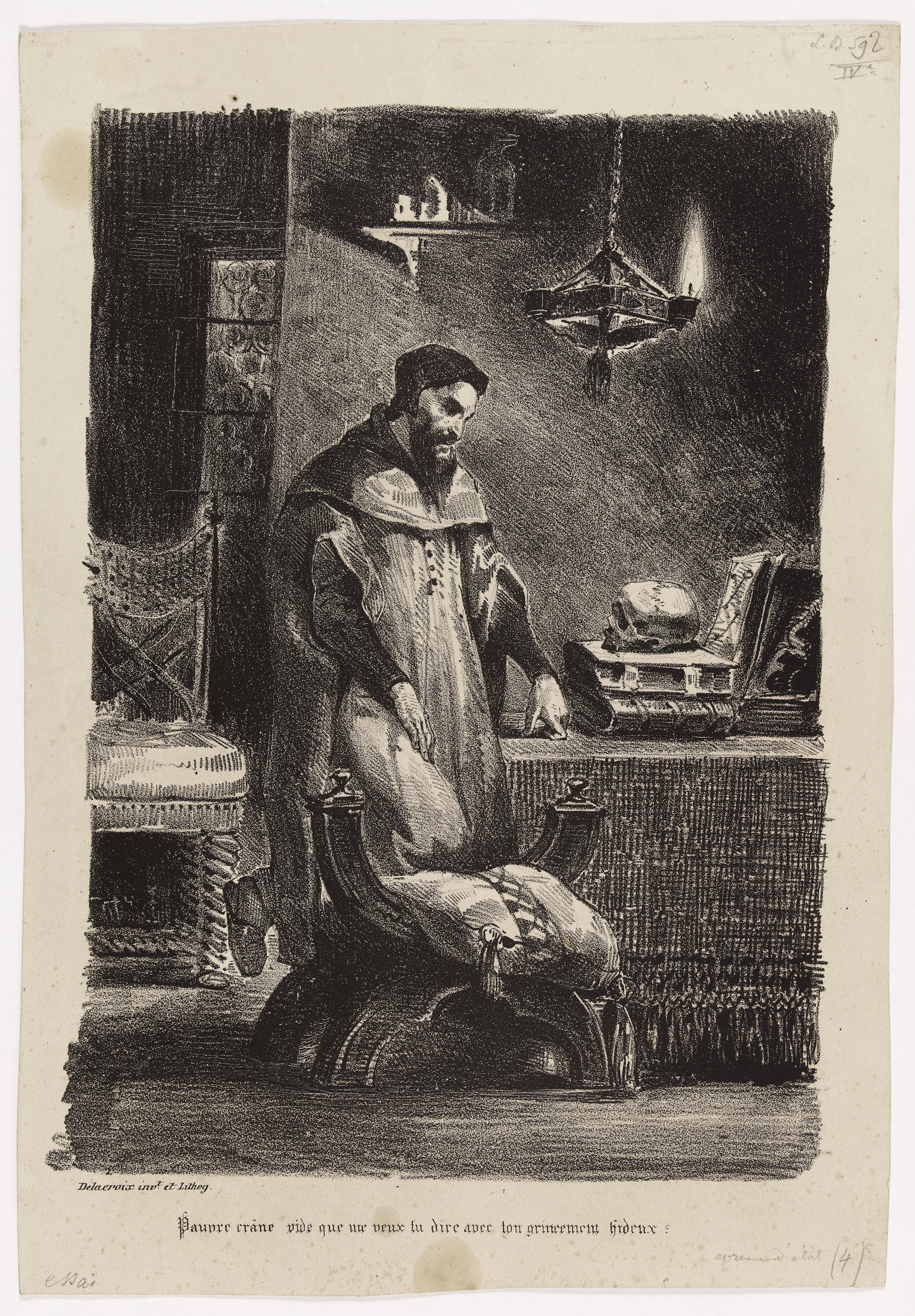
Faust in seinem Studierzimmer
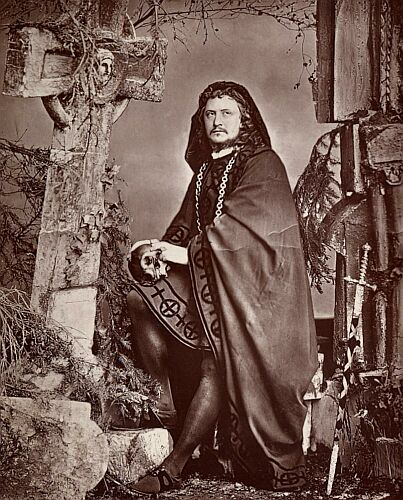
Charles Albert Fechter als Hamlet (um 1872)
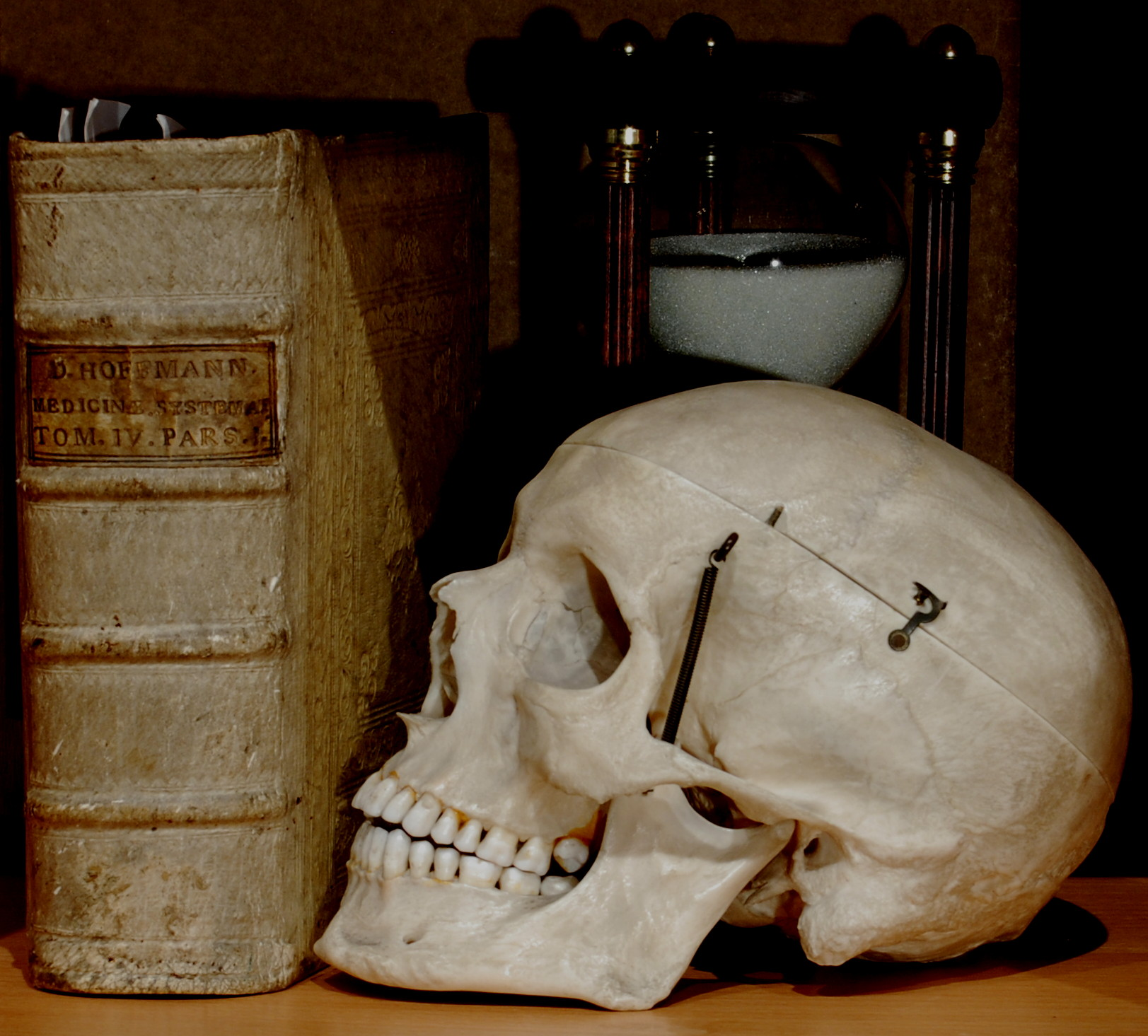
Vanitas-Bildmontage
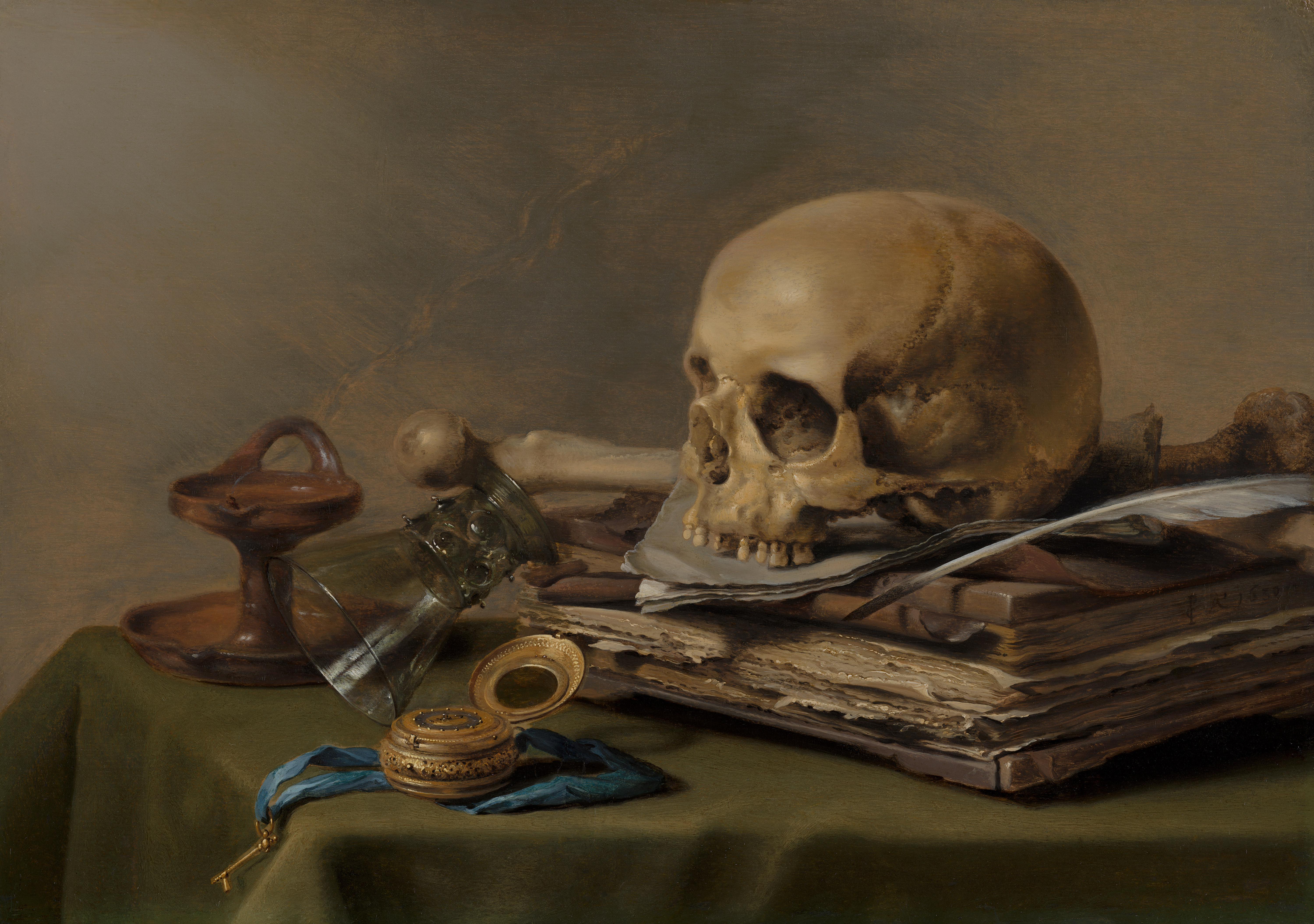
Stillleben von Pieter Claesz
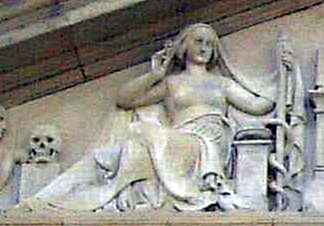
Allegorie der medizinischen Fakultät (Detail vom Giebel der Göttinger Universitätsaula)
Gefahrensymbol für „giftig“ und „sehr giftig“
Warnzeichen direkt an starken radioaktiven Strahlern[1]

## Seeräuberei
Flaggen mit Totenköpfen (Jolly Roger), einem Skelett oder Skelettteilen bildeten seit der Frühen Neuzeit das Erkennungszeichen mancher auf eigene Rechnung handelnder Seeräuber oder der in staatlichem Auftrag tätigen Freibeuter.

Calico Jack Rackhams Flagge
Emanuel Wynnes Flagge
Stede Bonnets Flagge
Edward Englands Flagge

## Militär
In Europa kam im 18. Jahrhundert bei einigen Heereseinheiten die Sitte auf, ein Totenkopfmotiv an der Kopfbedeckung zu tragen. Nach dem Leitspruch „Pardon wird nicht gegeben und nicht angenommen“ betonte das Emblem den unbedingten Willen zum Sieg, unter dem Einsatz des eigenen Lebens. In der ersten Hälfte des 20. Jahrhunderts erlebte der Totenschädel als militärisches Abzeichen weltweit einen Boom. Als Metall- oder Stoffemblem fand er sich wieder auf Fahnen, an Kopfbedeckungen und Uniformröcken (an Ärmeln oder auf Schulterklappen). Er diente zur Bemalung von Flugzeugen, Panzern und Fahrzeugen, und zierte Orden, Medaillen oder sonstige Plaketten. Eine erste Hochzeit erlebte das Totenkopfsymbol in Russland, während des Ersten Weltkriegs und des Russischen Bürgerkriegs, als es sowohl zaristische Elite-Truppen als auch weiße und rote Verbände verwendeten. Seit den 1920er Jahren mutierte der Totenkopf mehr und mehr zum Erkennungszeichen irregulärer, politisch rechts stehender Verbände, wie den Freikorps, der SS oder den italienischen Schwarzhemden.

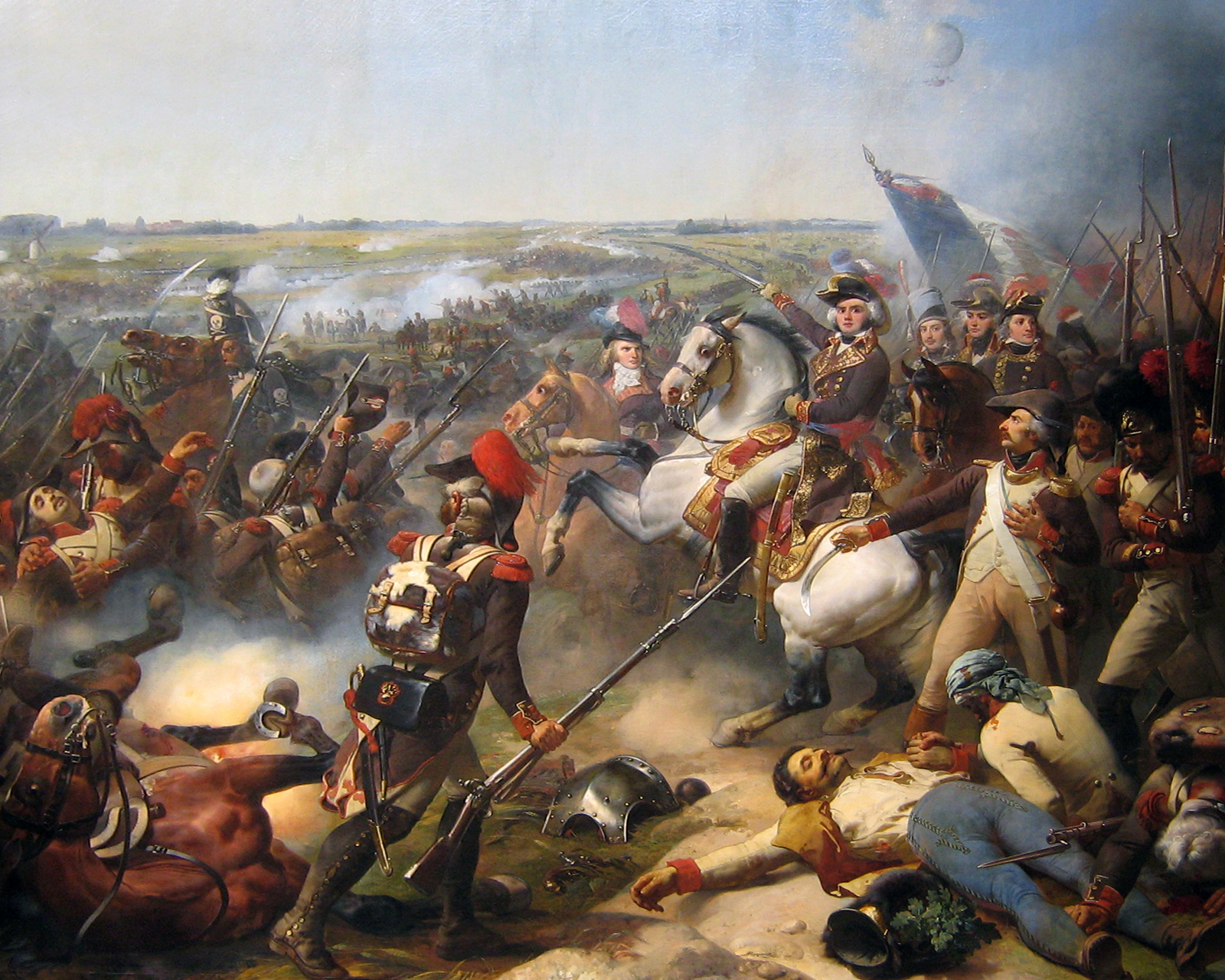
Schlacht bei Fleurus (1794). Links ein Hussard de la Mort, (fälschlich?) mit Totenkopf-Kappe

1740 beauftragte Friedrich II Oberst von Massow für das 5. Regiment Flügelmützen nach einem Modell anzufertigen, das von einem österreichischen Panduren stammte. Der zu Rate gezogene Berliner Hutmacher war neugierig genug, den langen Flügel abzuwickeln und entdeckte dort auf dem Korpus einen aufgemalten Totenkopf, der bis dahin versteckt war. Als man dies Friedrich mitteilte beschloss er dieses Emblem offen zu übernehmen, für alle Welt sichtbar. Die ersten bekannten militärischen Einheiten, die offen ein Totenkopfmotiv verwendeten, waren die preußischen Husarenregimenter 1. Leib-Husaren-Regiment Nr. 1 und 2. Leib-Husaren-Regiment Nr. 2, die beide am 9. August 1741 aufgestellt wurden. Diese beiden Einheiten führten einen Schädel mit gekreuzten Knochen als Mützenabzeichen. 1758 wurden Bellingschen Husaren zuerst als Bataillon aufgestellt und 1761 zum Regiment erweitert. Diese erregten mit einer Kappe Aufmerksamkeit, deren Stoffflügel ein vollständiges, sensenbewehrtes Skelett zeigte, das auf dem Schriftzug „Vincere, aut mori“ hockte; entsprechend erhielt das Regiment den Spitznamen „Der ganze Tod“. In einer zweiten Version lag das Skelett über dem Schriftzug mit einer Sanduhr vor sich. Auch das 1759 aufgestellte 18th (später 17th) Regiment of (Light) Dragoons verwendete ein Totenkopfmotiv. Ihren Helm zierte ein Totenkopf oberhalb des Schriftbandes „or Glory“, im Sinne des Mottos „Tod oder Ruhm“; das Emblem hat sich, kaum verändert, bis heute (2025) bei dem Nachfolge-Regiment Royal Lancers erhalten. Um 1792/93 existierte in Frankreich, zu Beginn der Revolutionskriege, für wenige Monate eine Schwadron schwarz uniformierter Hussards de la Mort (Husaren des Todes). Sie führten den Totenkopf mit gekreuzten Knochen auf den Oberärmeln von Dolman und Pelisse; ob auch an der Flügelkappe, ist strittig. In den Freiheitskriegen avancierte der Totenkopf zum Korpsabzeichen der meisten in der Schwarzen Schar vereinigten braunschweigischen Exil-Truppen. Zwischenzeitlich nur dem Leib-Bataillon gewährt, schmückte der Totenkopf seit 1883 erneut die Kopfbedeckungen der Braunschweigischen Husaren (Nr. 17) und seit 1912 die Kopfbedeckungen der übrigen Bataillone des Braunschweigischen Infanterieregiments (Nr. 92). Der preußische und der braunschweigische Totenkopf schienen nur auf den ersten Blick einander ähnlich: Beide lagen über einem Paar gekreuzter Oberschenkelknochen, besaßen eine geschlossene Zahnreihen, doch fehlte ihnen der Unterkiefer. Trotzdem unterschieden sich beide Versionen erheblich: Der Braunschweiger Totenschädel zeigte eine Frontalansicht, der preußische Totenkopf blickte nach heraldisch rechts, war also im Halbprofil abgebildet. Der Braunschweiger Schädel war länglich-oval, der preußische war rundlich. Während der braunschweigische Totenkopf im Winkel oberhalb des Schnittpunktes des Knochenpaares thronte, lagerte der preußische Schädel auf den Knochen und verdeckte sie großteils. Gleichwohl wurden sämtliche mit einem Skelettkopf geschmückten Husarenregimenter im Volksmund unterschiedslos als Totenkopfhusaren bezeichnet.
Seit 1916, also nach Ausbruch des Ersten Weltkriegs, durften auch die Offiziere und Mannschaften des Garde-Reserve-Pionier-Regiments, in dessen Eigenschaft als „Flammenwerferregiment“, einen Totenkopf auf dem linken Unterärmel tragen. Der Flammenwerfer-Trupp des Sturmbataillons Nr. 5 besaß seit 1916 einen aufgemalten Totenkopf nach Braunschweiger Muster auf dem Stoffüberzug des Lederhelms (Pickelhaube). Totenkopfbemalungen dienten zudem als irregulärer, doch geduldeter Schmuck einzelner deutscher Flugzeuge und Panzer (A7V). Die Frontalansicht eines vollständigen Totenschädels, über zwei gekreuzten Stielhandgranaten, war das Kappenabzeichen der k.u.k. Sturmtruppen. Ein Totenschädel war Bestandteil des 1921 gestifteten Kampfwagen-Erinnerungsabzeichens.
Nach Kriegsende nutzten verschiedene Freikorps das Totenkopfmotiv, sei es als Bemalung von Helmen oder Fahrzeugen, sei es als Metall- oder Stoffemblem an Mütze bzw. Uniformrock (bspw. Freikorps Schwarze Jäger). Seit 1923 trugen die Angehörigen der SS einen Totenkopf auf dem Besatzstreifen der Kappe bzw. Schirmmütze, unterhalb des (nach der sog. Machtergreifung) angebrachten Hoheitsadlers; zusätzlich führten ihn, auf dem rechten Kragenspiegel, die von den SS-Totenkopfverbänden gestellten KZ-Wachmannschaften sowie die später aus ihnen gebildete SS-Division Totenkopf der Waffen-SS. Die SS-Totenkopfvariante von 1923 war mit dem alt-preußischen Abzeichen, das bis 1918 an den Stoffmützen der Leibhusaren geführt wurde, nahezu identisch. Die 1934 stattdessen eingeführte Version zeigte einen längeren Schädel und besaß einen Unterkiefer.
Das in der Wehrmacht verwendete Totenkopfemblem war ebenfalls eine Kopie des alt-preußischen Halbprofil-Mützenabzeichens. Es kam im November 1934 auf, mit der Einführung des schwarzen Feldanzugs der neu aufgestellten Panzertruppe. Auf beiden Kragenpatten als Weißmetallabzeichen geführt, blieb er der Panzerwaffe vorbehalten und, bis Anfang 1943 (sowie vorschriftswidrig darüber hinaus), der Sturmartillerie. Vorschriftswidrig, doch verbreitet, war die Rotunterlegung der Augen- und Nasenöffnungen. Einige Heerestruppenteile, die die Tradition der 1918 untergegangenen Regimenter fortführten, übernahmen den Totenkopf als sog. Erinnerungsabzeichen. Das Abzeichen wurde an der Mütze, oberhalb des Besatzstreifens, zwischen Hoheitsadler und Kokarde getragen. In Erinnerung an die Leibhusaren Nr. 1 und Nr. 2 führten Teile des Reiterregiments 5 (später Kavallerieregiment 5) den preußischen Totenkopf. Den Braunschweiger Totenkopf führten u. a. die II. Abteilung des Reiterregiments 13 sowie Teile des Infanterieregiments 17, in Erinnerung an die Braunschweiger Husaren Nr. 17 bzw. das Braunschweiger Infanterieregiment Nr. 92. Eine Verfügung von Anfang 1939 verordnete zwar den Ersatz des Braunschweiger Totenkopfs durch den preußischen, wurde aber allgemein ignoriert.
Abzeichen des 1939 aufgestellten Kampfgeschwaders 54 der Luftwaffe war ein Totenkopf mit gekreuzten Knochen. Dieser wurde auf den Flugzeugen, unterhalb der Pilotenkanzel, aufgemalt. Entsprechend lautete der Spitzname „Totenkopf-Geschwader“.
Die Totenkopf-Tradition führte mindestens ein Verband der Bundeswehr inoffiziell fort. Das Panzeraufklärungsbataillon 1, das von 1959 bis zur Auflösung 1994 in Braunschweig stationiert war, besaß bis 1980 als Verbandswappen eine schwarze Husaren-Säbeltasche mit dem Braunschweiger Totenkopf. Das Abzeichen wurde von einigen Vorgesetzten als nicht mehr zeitgemäß empfunden und durch eine hellblaue Säbeltasche mit goldgelben Luchskopf ersetzt (blau-gelb war einst die Schnurschärpe der „Totenkopf-Husaren“ der Braunschweiger Schwarzen Schar).
Noch heute verwenden, vorwiegend in angelsächsischen Ländern, unterschiedliche militärische Einheiten die Totenkopfsymbolik bzw. den Jolly Roger (siehe auch: Gebrauch des Jolly Roger in modernen Marinen).

1. Leib-Husaren-Regiment Nr. 1, aufgestellt 1741
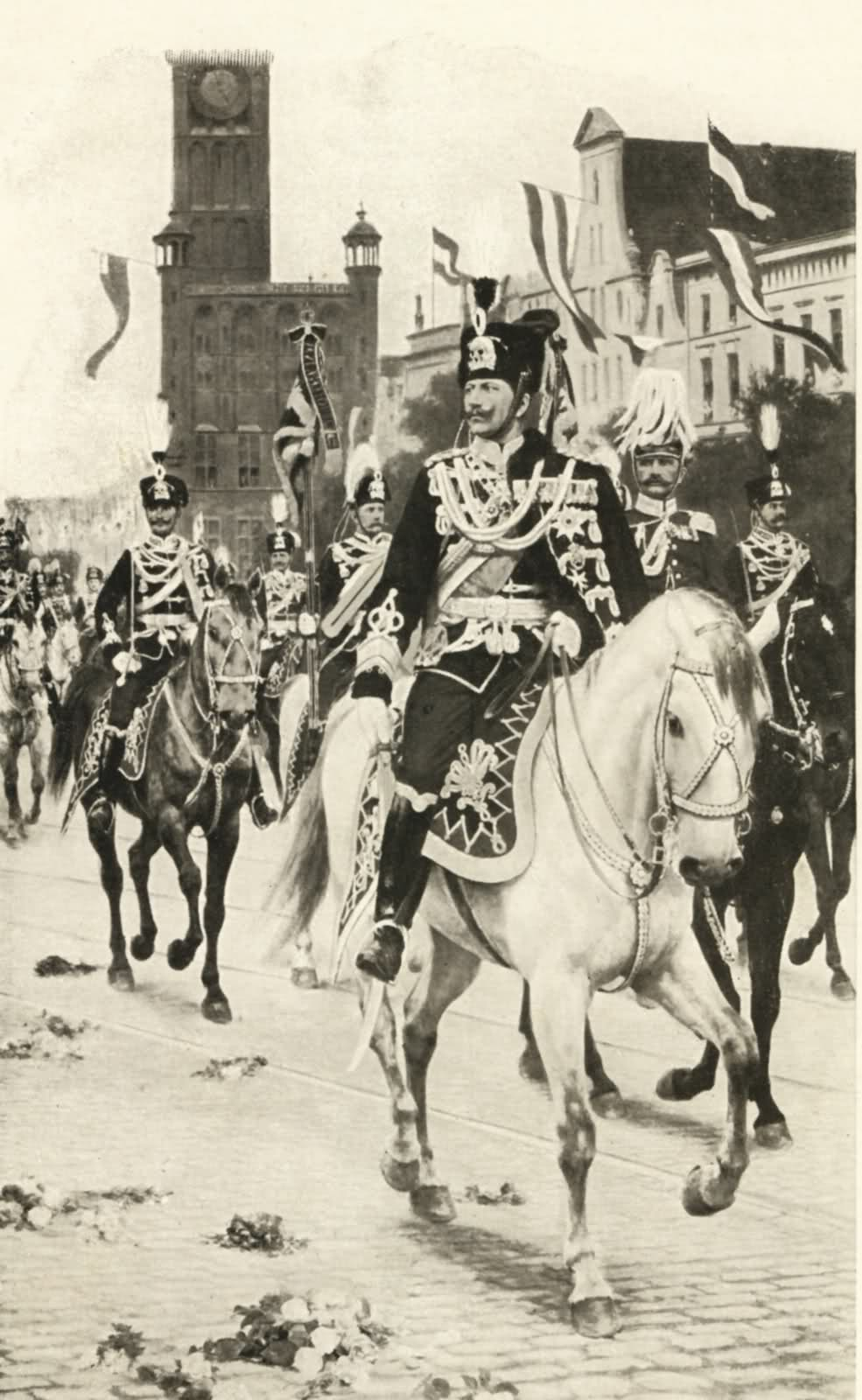
2. Leib-Husaren-Regiment Nr. 2, aufgestellt 1741. Kaiser Wilhelm II. und August von Mackensen
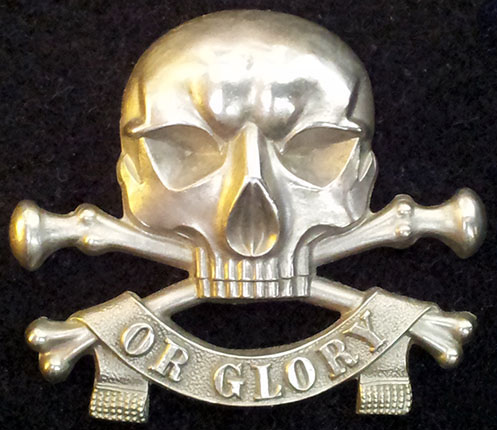
Helmabzeichen des 18th (später 17th) Regiment of (Light) Dragoons, aufgestellt 1759
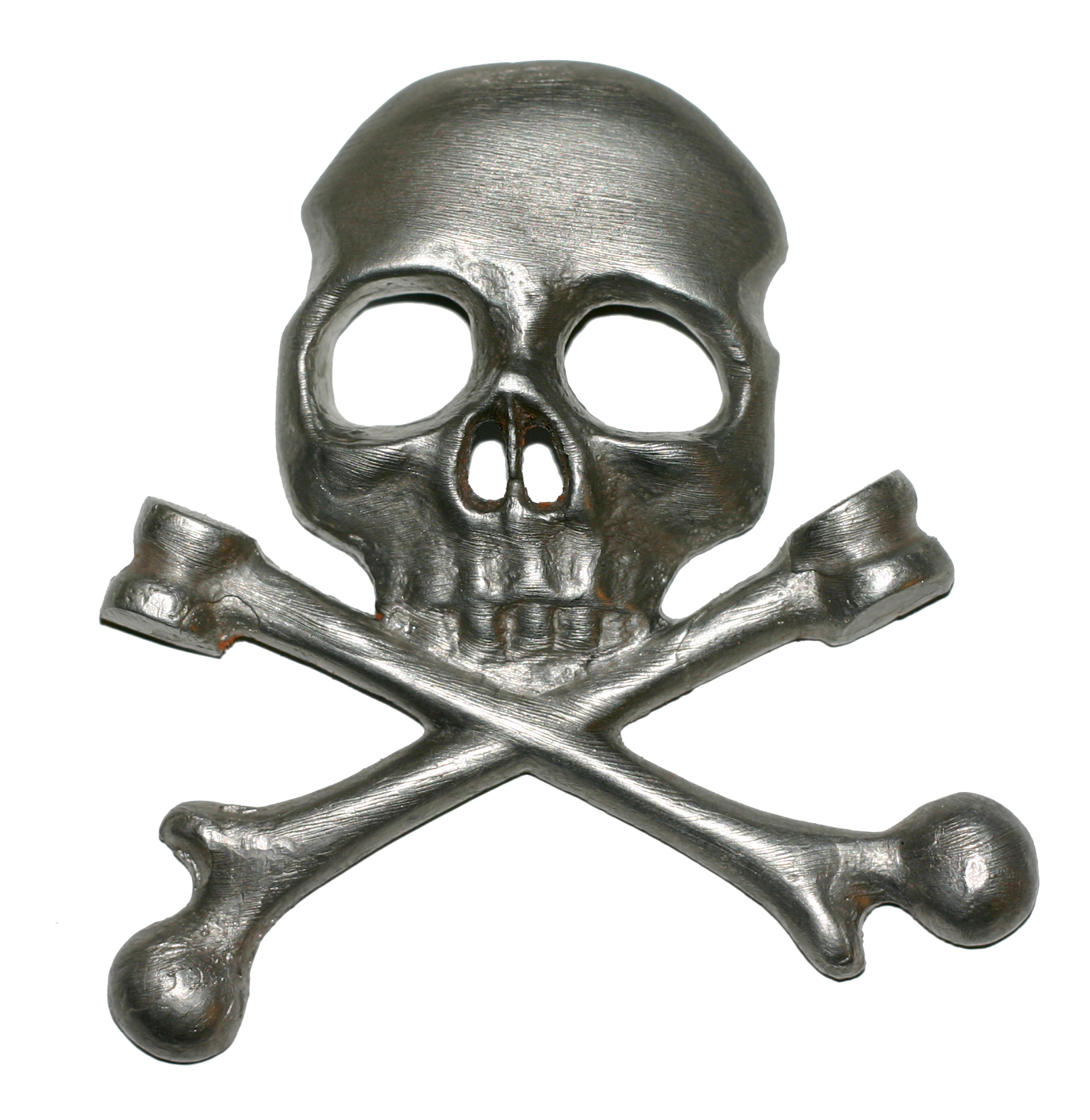
Braunschweiger Totenkopf von 1815
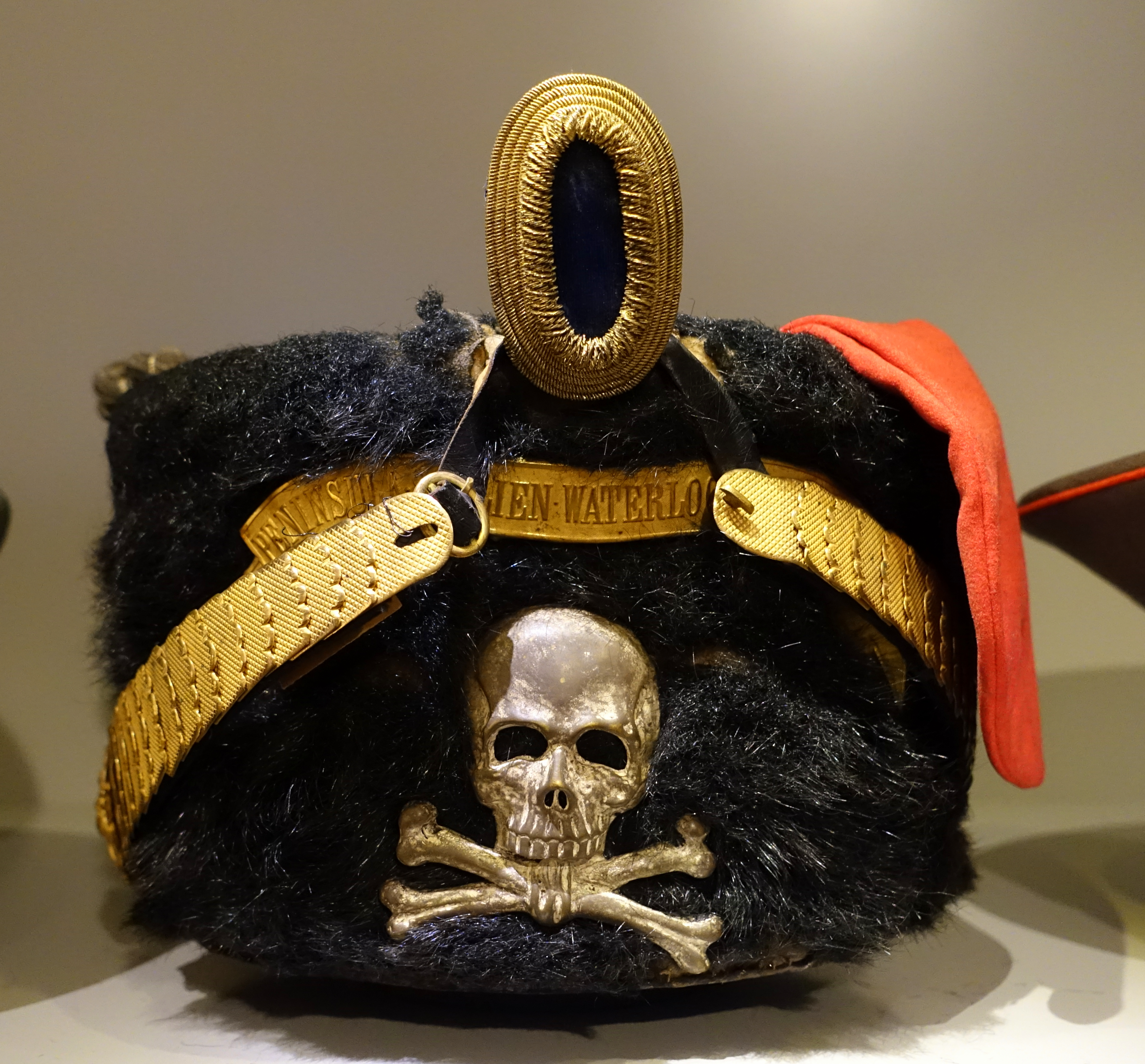
Pelzmütze der Braunschweigischen Husaren
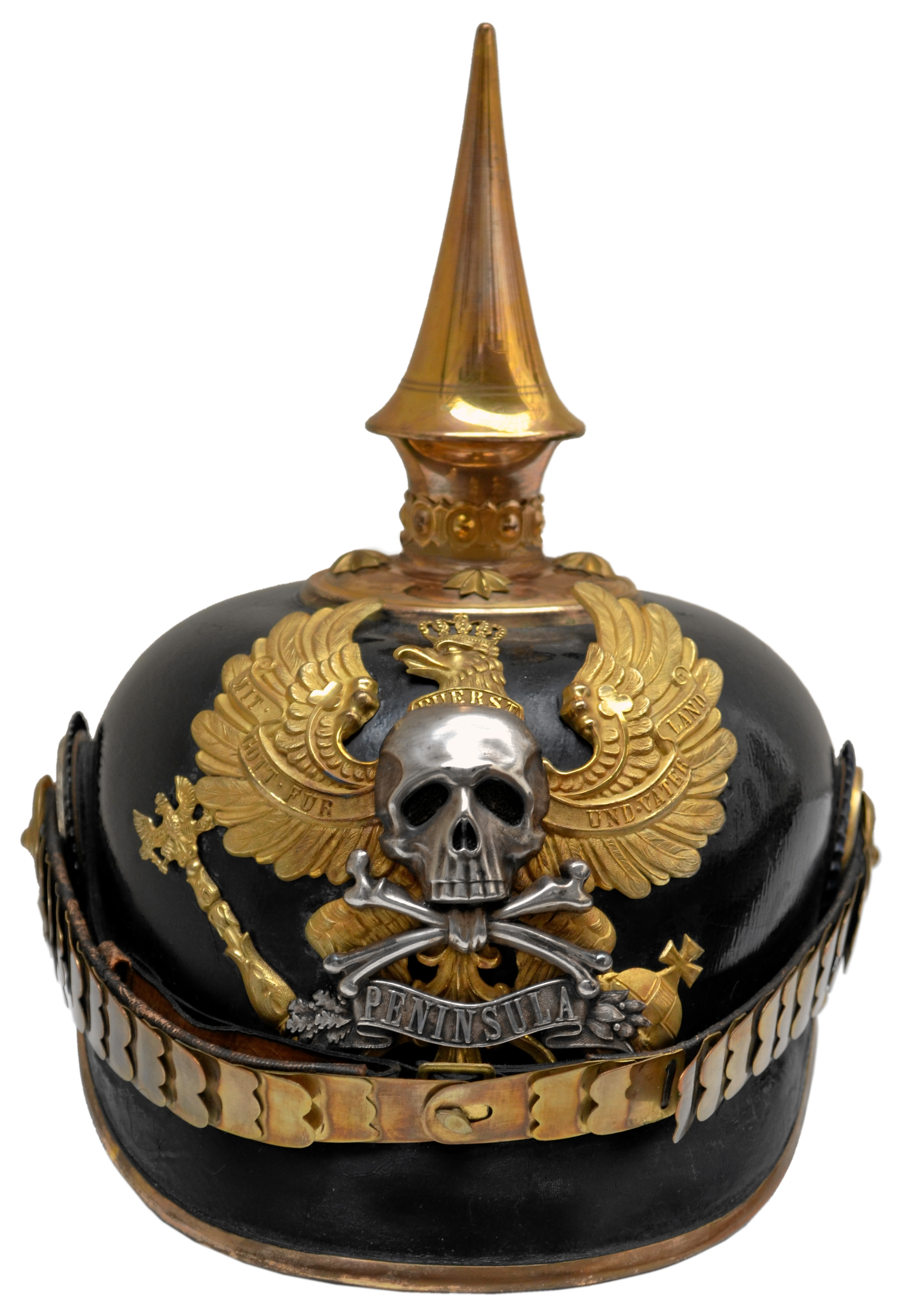
Offiziershelm des Braunschweigischen Infanterie-Regiments
Von den faschistischen Schwarzhemden verwendete Flagge
Abzeichen des 15. Bomber-Geschwaders „La Disperata“ der italienischen Luftwaffe (1916–1943)
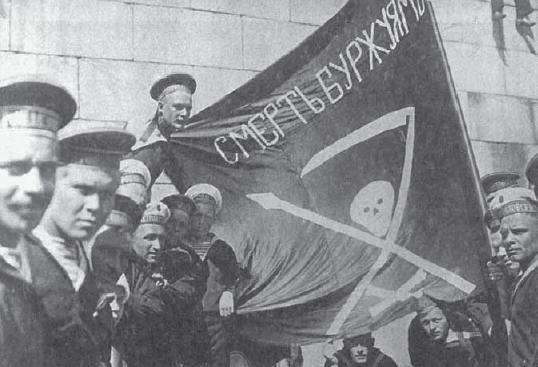
Rote Matrosen, mit dem Flaggenschriftzug „Смерть буржуямъ“ („Tod den Bourgeois“), 1917
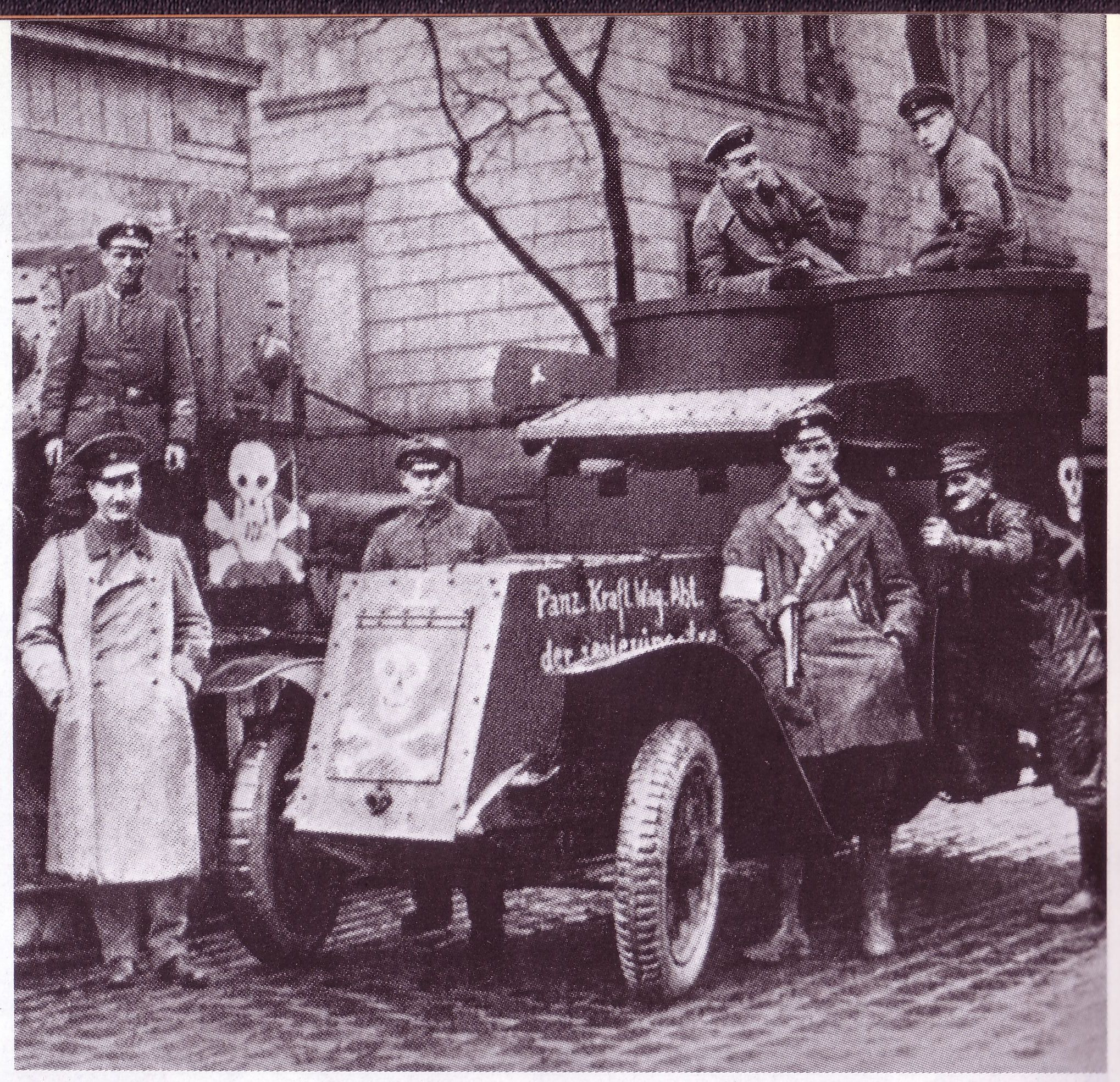
Gepanzerter Lkw eines „regierungstreuen“ deutschen Freikorps', 1919
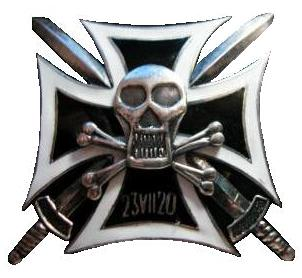
Dywizjon Huzarów Śmierci – Polen, 1920 (Polnisch-Sowjetischer Krieg)
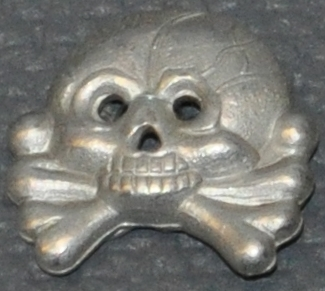
Kragenspiegelabzeichen Panzertruppe und Sturmartillerie ab 1934 sowie diverse Traditionsverbände (SS identisch, 1923–1934)
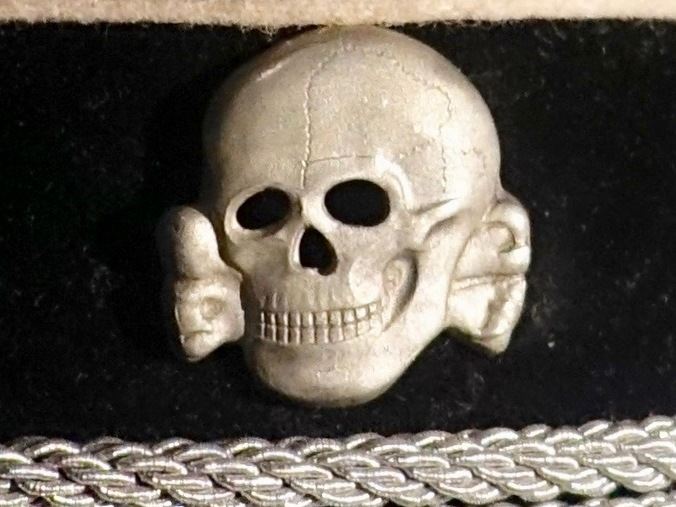
Mützenabzeichen der SS, ab 1934 (Schädel jetzt mit Unterkiefer)
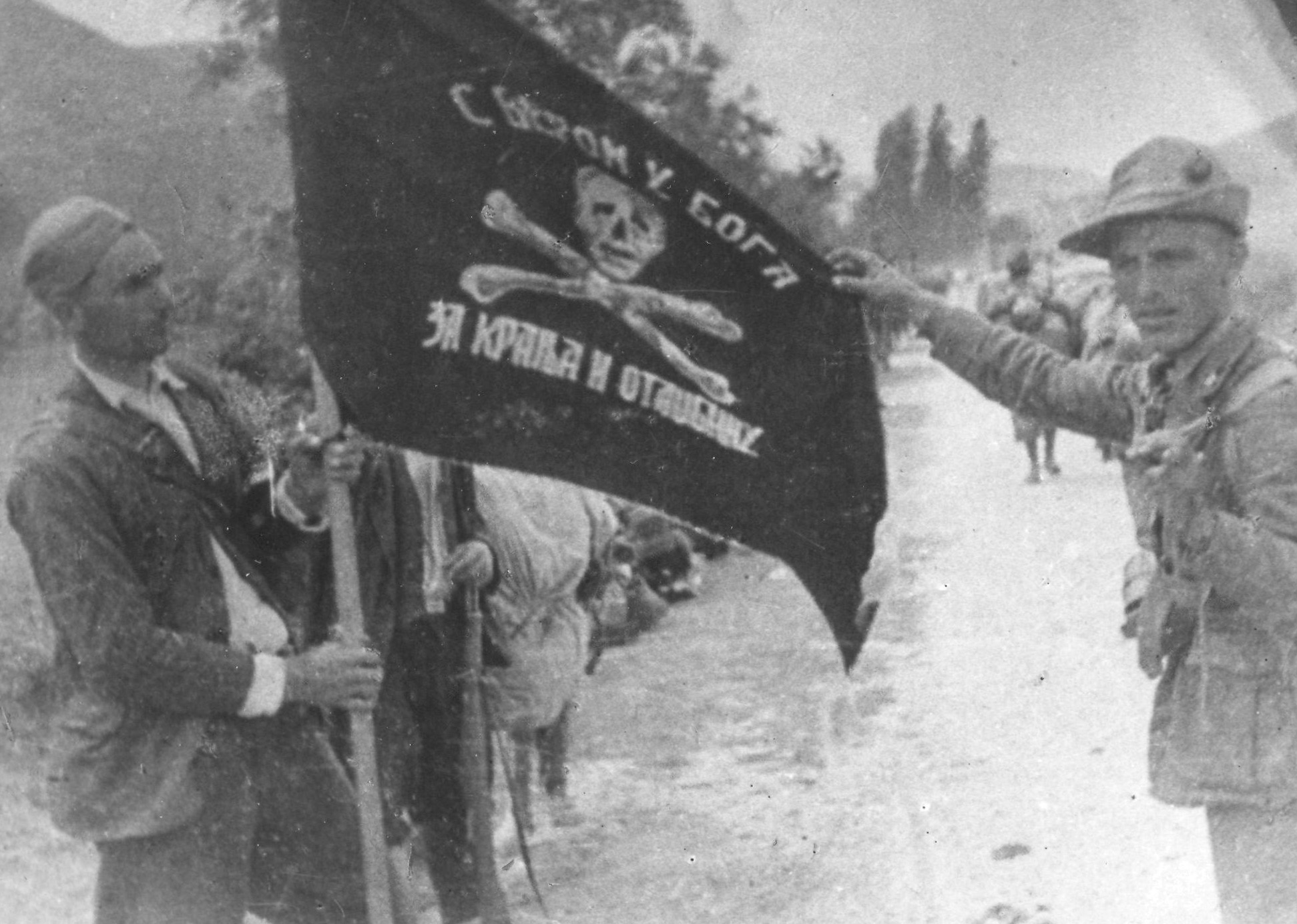
Ein Tschetnik (links) und ein Alpini mit einer Tschetnik-Truppenfahne, im besetzten Jugoslawien, um 1942/1943
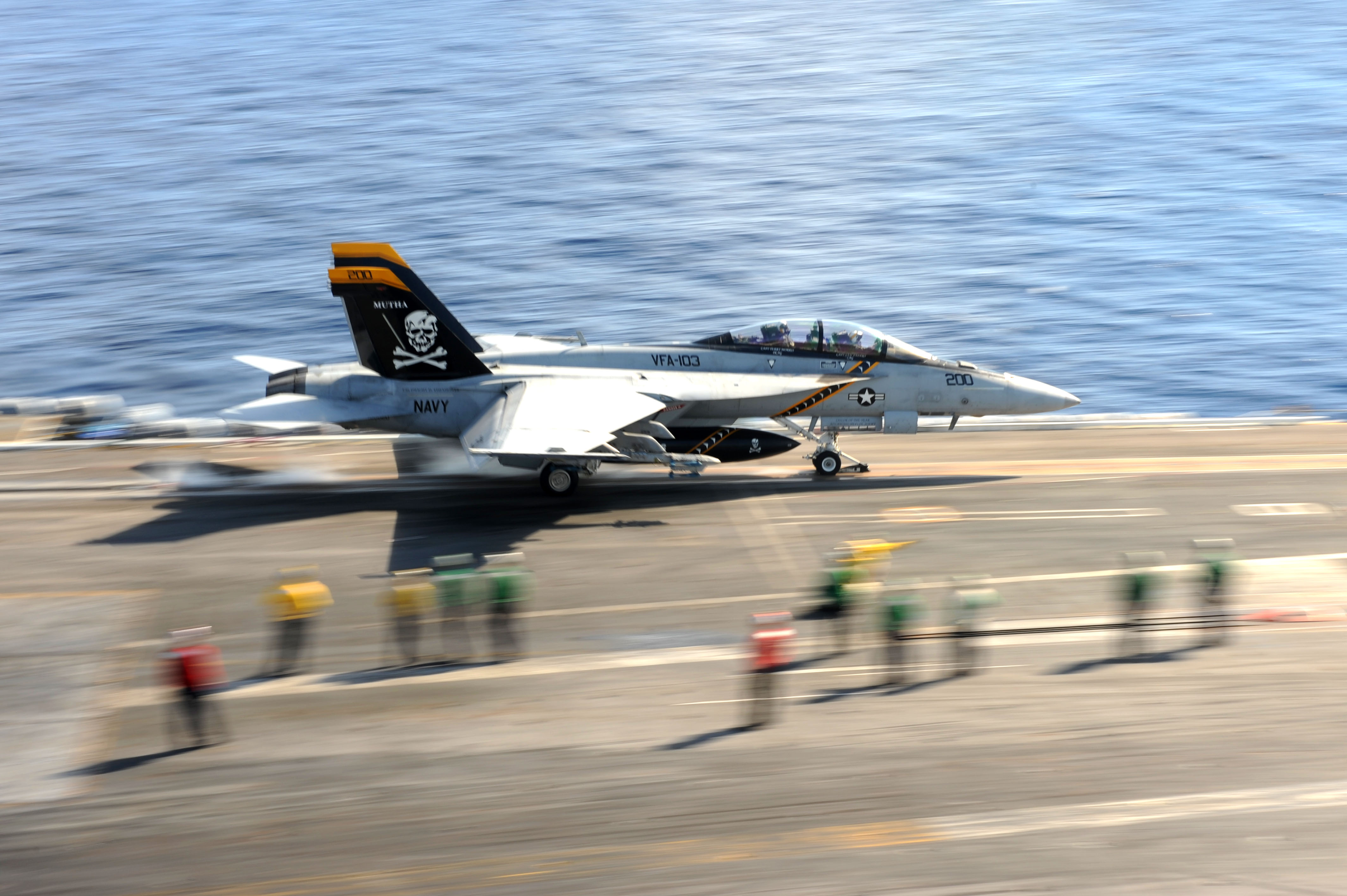
Super Hornet des Luftkampfgeschwaders Jolly Rogers der US Navy, auf dem Seitenruder ein Jolly Roger

## Gegenwartskultur
Die Meeresschutzorganisationen Sea Shepherd Conservation Society führt seit den 1970er Jahren den Jolly Roger – mit Dreizack und Hirtenstab anstelle der Knochen sowie einem Delfin und einem Wal auf der Stirn des Schädels – als Gösch auf ihren Schiffen. Ihre internationale Schwesterorganisation Sea Shepherd Global sowie alle ihre Landesorganisationen führen dasselbe Symbol.
In einigen Bereichen der modernen Jugendkultur signalisieren Todessymbole, wie der Totenkopf, Protest gegen herrschende Gesellschaftsnormen. Die Gothic-Kultur nutzt das Totenkopfmotiv vor allem als modisches Element, aber auch zur Provokation.
Davon abweichend, erregte 2008 Cora Schumacher mediales Aufsehen, als sie zum Münchner Oktoberfestes mit einem totenkopfverzierten Dirndl erschien.

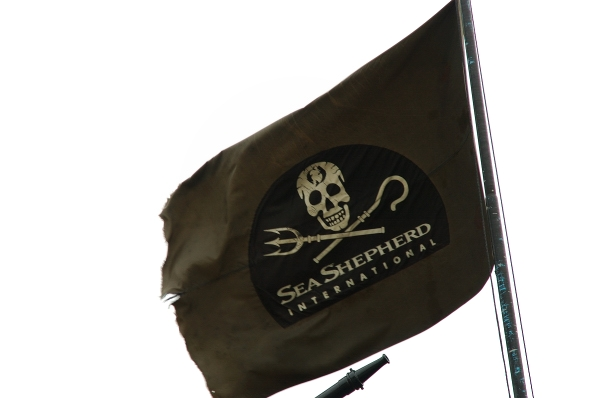
Flagge von Sea Shepherd
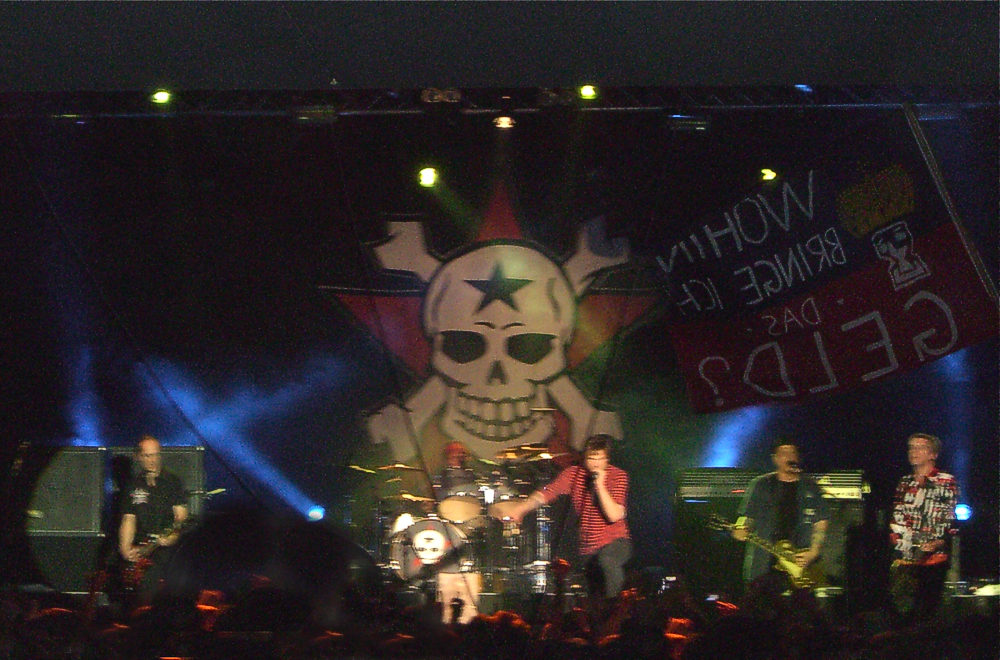
Jolly Roger als Bühnenhintergrund, beim Auftritt der Band Die Toten Hosen
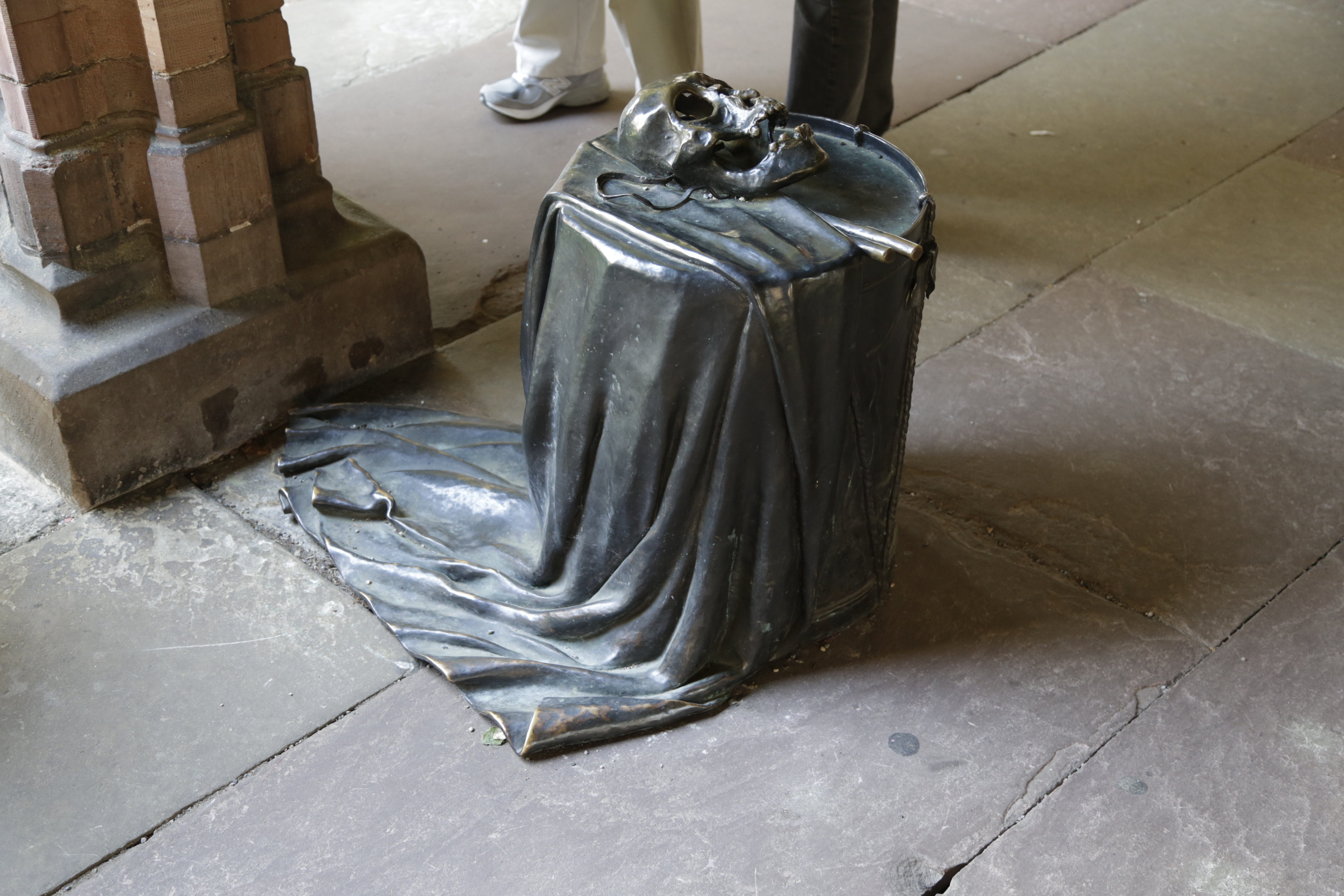
Eine Skulptur: Neben einem leeren Markttisch abgestellte Trommel einer Guggemusik mit einer „Larve“ (Maske) der Basler Fasnacht

## Datenverarbeitung
Im Unicode-Standard ist ein Totenkopf mit gekreuzten Knochen (Giftsymbol) als Zeichen U+2620 (☠) vorhanden, seit Version 6.0 ein weiteres Schädelsymbol als Zeichen U+1F480 (💀), und seit Version 7.0 ein schwarzer Schädel mit gekreuzten Knochen als Zeichen U+1F571 (🕱).

## Belege
1. ↑  New Symbol Launched to Warn Public About Radiation Dangers
2. ↑  Liliane und Fred Funcken: Historische Uniformen 18. Jahrhundert - Französische, britische und preußische Kavallerie und Artillerie. Infanterie, Kavallerie und Artillerie der übrigen europäischen Länder. Mosaik Verlag, München 1987, ISBN 3-570-11865-7.
3. ↑  Wolfgang Schmid: Der Totenkopf der Husaren – eine umstrittene Tradition. 3. Juli 2017.
4. ↑  Flagge Jolly Roger (groß). Abgerufen am 25. November 2020.
5. ↑  Beatriz Chadour-Sampson: Totenkopf und Skelett Im Blog des Schweizerischen Nationalmuseums vom 28. März 2023
6. ↑  Wiesn-Debatte. Cora Schumacher und das todgeweihte Dirndl
7. ↑  commons:Category:Markttische (Cloister of Basel Münster): „Das Kunstwerk „Markttische'“ steht seit Dezember 2010 im Kreuzgang des Basler Münsters. Es ist ein Werk von Bettina Eichin, entstanden um 1986. Es besteht aus zwei Skulpturen-Gruppen: Die eine stellt einen mit Gemüse beladenen Markttisch dar, die zweite einen leeren Markttisch in dessen Tischplatte das Gedicht „Die Vergänglichkeit“ von Johann Peter Hebel aus dem Jahr 1803 eingraviert ist. Die darunter befindliche Angabe „Z.B., 1. NOV. 1986, 00.19H“, bezieht sich auf den Grossbrand in der Schweizerhalle, welcher dazu führte, dass das Kunstwerk nicht in wie vorgesehen auf dem Basler Marktplatz aufgestellt wurde.“